# Ministeri d'Afers Exteriors de Corea del Sud
El ministeri d'Afers Exteriors de Corea del Sud s'encarrega de les relacions exteriors de Corea del Sud, així com de gestionar els assumptes relacionats amb els ciutadans coreans a l'estranger.
Es va crear el 17 de juliol de 1948. La seva oficina principal es troba en l'edifici del ministeri, en el districte de Jongno, Seül. Anteriorment, el ministeri tenia la seva seu en unes instal·lacions en Doryeom-dong, també en el districte de Jongno.

## Llista de ministres d'Afers Exteriors de Corea del Sud
Informació actualitzada per un bot. Els canvis manuals es perdran quan s'actualitzi!
| Imatge | Titular         | Gènere  | Partit                          | Des de | Fins a | Anys |  |
| ------ | --------------- | ------- | ------------------------------- | ------ | ------ | ---- |  |
|        | Ban Ki-moon     | masculí | candidat independent            | (2004) | (2006) | 1–2  |  |
|        | Lho Shin-yong   | masculí |                                 | (1980) | (1982) | 1–2  |  |
|        | Choi Kyu-hah    | masculí | Partit Republicà Demòcrata      | (1967) | (1971) | 3–4  |  |
|        | Choi Kyu-hah    | masculí | Partit Republicà Demòcrata      | (1959) | (1960) | 0–1  |  |
|        | Chung Il-kwon   | masculí | Partit Republicà Demòcrata      | (1966) | (1967) | 0–1  |  |
|        | Chung Il-kwon   | masculí | Partit Republicà Demòcrata      | (1963) | (1964) | 0–1  |  |
|        | Han Seung-soo   | masculí | Partit de la Llibertat de Corea | (2001) | (2002) | 0–1  |  |
|        | Chang Taek-sang | masculí |                                 | (1948) | (1948) | 0    |  |
|        | Heo Jeong       | masculí | Partit Liberal                  | (1960) | (1960) | 0    |  |
|        | Byeon Yeong-tae | masculí |                                 | (1951) | (1955) | 3–4  |  |
|        | Song Yo-chan    | masculí |                                 | (1961) | (1961) | 0    |  |
|        | Yu Myung-hwan   | masculí |                                 | (2008) | (2010) | 1–2  |  |
|        | Song Minsoon    | masculí | Partit Democràtic               | (2006) | (2008) | 1–2  |  |
|        | Kim Sung-hwan   | masculí | Partit de la Llibertat de Corea | (2010) | (2013) | 2–3  |  |
|        | Choe Deok-sin   | masculí |                                 | (1961) | (1963) | 1–2  |  |
|        | Choe Deok-sin   | masculí |                                 | (1961) | (1963) | 1–2  |  |
|        | Pak Tongjin     | masculí |                                 | (1975) | (1980) | 4–5  |  |
|        | Lee Beom-seok   | masculí |                                 | (1982) | (1983) | 0–1  |  |
|        | Kim Yong-shik   | masculí |                                 | (1963) | (1963) | 0    |  |
|        | Kim Yong-shik   | masculí |                                 | (1971) | (1973) | 1–2  |  |
|        | Han Sung-joo    | masculí | Partit Bareun                   | (1993) | (1994) | 0–1  |  |
|        | Lee Won-kyung   | masculí |                                 | (1983) | (1986) | 2–3  |  |
|        | Lee Dong-won    | masculí |                                 | (1964) | (1966) | 1–2  |  |
|        | Hong Soon-young | masculí |                                 | (1998) | (2000) | 1–2  |  |
|        | Kang Kyung-wha  | femení  | Partit Demòcrata                | (2017) | (2021) | 3–4  |  |
|        | Kim Dong-Jo     | masculí |                                 | (1973) | (1975) | 1–2  |  |
|        | Yoon Young-kwan | masculí |                                 | (2003) | (2004) | 0–1  |  |
|        | Yun Byung-se    | masculí | Partit de la Llibertat de Corea | (2013) | (2017) | 3–4  |  |
|        | Ro-Myung Gong   | masculí |                                 | (1994) | (1996) | 1–2  |  |
|        | Kim Hong-il     | masculí |                                 | (1961) | (1961) | 0    |  |
|        | Park Jung Soo   | masculí |                                 | (1998) | (1998) | 0    |  |
|        | Lee Jeong-bin   | masculí |                                 | (2000) | (2001) | 0–1  |  |
|        | Choe Gwang-su   | masculí |                                 | (1986) | (1988) | 1–2  |  |
|        | Choe Seong-hong | masculí |                                 | (2002) | (2003) | 0–1  |  |
|        | Park Jin        | masculí | Partit de la Llibertat de Corea | (2022) |        |      |  |
|        | Park Jin        | masculí | Partit del Poder Popular        | (2022) |        |      |  |
|        | Jeong Il-hyeong | masculí |                                 | (1960) | (1961) | 0–1  |  |
|        | Jo Jeong-hwan   | masculí |                                 | (1955) | (1959) | 3–4  |  |
|        | Choe Ho-jung    | masculí |                                 | (1988) | (1990) | 1–2  |  |
|        | Chung Eui-yong  | masculí | Uri Party                       | (2021) | (2022) | 0–1  |  |
|        | Park Jeong-su   |         |                                 | (1996) | (1998) | 1–2  |  |
|        | Lee Sang-ok     | masculí |                                 | (1990) | (1993) | 2–3  |  |
|        | Yim Byeong-jik  | masculí |                                 | (1948) | (1951) | 2–3  |  |